# Bringer of Blood
Bringer of Blood – piąty album studyjny amerykańskiej grupy muzycznej Six Feet Under. Wydawnictwo ukazało się 22 września 2003 roku nakładem wytwórni muzycznej Metal Blade Records.
W ramach promocji do utworu „Amerika The Brutal” został zrealizowany teledysk. Płyta zadebiutowała na 22. miejscu listy Top Heatseekers oraz na 20. miejscu na liście Top Independent Albums w Stanach Zjednoczonych.

## Lista utworów
1. „Sick in the Head” – 4:11
2. „Amerika the Brutal” – 3:01
3. „My Hatred” – 4:22
4. „Murdered in the Basement” – 2:19
5. „When Skin Turns Blue” – 3:27
6. „Bringer of Blood” – 2:54
7. „Ugly” – 2:58
8. „Braindead” – 3:44
9. „Blind and Gagged” – 3:09
10. „Claustrophobic” – 2:50
11. „Escape from the Grave” – 3:58